# 에데르 루이스 리마 지 소자
에데르 루이스 리마 지 소자(포르투갈어: Éder Luiz Lima de Souza, 1987년 1월 9일 ~ )는 브라질의 축구 선수로 포지션은 공격수이다. 현재 보아비스타 소속이다. 팔레스타인 국적 또한 갖고 있다. K리그 등록명은 에델이었다.

## 클럽 경력
구아라니에서 프로 무대에 데뷔하였고 2007년 톰벤시로 이적하였다. 2009년엔 그리스의 아스테라스 트리폴리스로 임대 이적하며 유럽 무대에 입성하였다. 2010-11 시즌엔 AEK 아테네에서 활약한 후 다시 브라질 리그로 복귀하였다.
2014년 7월 울산 현대와 입단 계약을 체결하였으나 팔레스타인 국적을 입증할 서류가 이적 기간 마감 시한까지 한국프로축구연맹 측에 제출되지 않아 선수 등록이 불발되었다.
2015년 1월 대구 FC에 입단하여 2015 시즌 리그 39경기에 출전하여 10골을 기록하였다.
2017시즌을 앞두고 전북 현대 모터스에 입단했다. 2017년 4월 16일 상주 상무와의 경기에서 멀티골을 기록했다.
2018년 1월 8일 성남 FC로 이적하였다.
2020시즌을 앞두고 K리그2로 강등된 제주 유나이티드로 이적했다.